# Étienne IV (roi de Hongrie)
Pour les articles homonymes, voir Étienne et Étienne IV.
Étienne IV (István IV Árpád) est le roi de Hongrie de janvier 1163 au 19 juin 1163.

## Origine
Étienne, né vers 1133, est le 3e fils de Béla II de Hongrie et de Hélène de Rascie.

## Conspirateur
À la tête d'un clan d'aristocrates mécontents, il s'oppose, comme son frère aîné Ladislas, à son frère le roi Géza II, à qui il reproche de ne pas l'avoir doté d'un fief indépendant, représentant un pouvoir territorial. Au cours de l'hiver 1156-1157, Étienne tente de s'emparer du pouvoir et d'assassiner Géza II avec l'accord tacite de leur oncle maternel le puisant Beloš. Le complot est découvert et Étienne, qui avait aussi sollicité l'aide de Frédéric Barberousse, est banni. Beloš disparait aussi de la cour. À la diète de Ratisbonne en janvier 1158, le souverain germanique se désolidarise d'Étienne qui quitte sa cour et se réfugie à Byzance auprès de Manuel Ier Comnène, qui lui accorde sa nièce Marie en mariage. À la fin 1160, Étienne sollicite de nouveau en vain l'aide de Frédéric Barberousse et il regagne Byzance avec son frère Ladislas.

## Prétendant
Après la mort de Géza II le 31 mai 1162 et la désignation comme successeur d'Étienne III, l'empereur Manuel Ier Comnène favorise les prétentions au trône de son protégé Étienne avec l'espoir de vassaliser le royaume de Hongrie et de prendre le contrôle de ses provinces méridionales. Il progresse vers la frontière et envoie un contingent pour imposer Étienne comme roi. Les Hongrois sont contraints de conclure un accord avec les grecs, mais comme ils refusent obstinément Étienne comme monarque ils acceptent finalement à la mi juillet 1162 son frère Ladislas II dont les liens de subordination à Byzance sont moins étroits. Ladislas II de Hongrie, qui le considère comme son successeur potentiel, dote Étienne d'un important duché représentant 1/3 du domaine royal.

## Roi de Hongrie
Après la mort de Ladislas II, Étienne lui succède sous le nom d'Étienne IV. Mais après un court règne, il est vaincu le 19 juin 1163 dans les environs de Székesfehérvár par l'armée de son neveu Étienne III, soutenu par des mercenaires recrutés en Autriche avec l'appui de l'empereur Frédéric Ier Barberousse.
Étienne IV se réfugie de nouveau en territoire byzantin et demande aussitôt l'aide de l'empereur Manuel Comnène. Ce dernier refuse de le soutenir et se rapproche d'Étienne III en proposant un mariage entre sa fille Maria et le frère cadet du roi, Béla. Un accord est conclu en 1164 entre Manuel et la Hongrie mais son non-respect par Étienne III entraine une nouvelle tentative de l'empereur byzantin d'imposer son candidat. La mort d'Étienne IV à Zemun, en Hongrie, le 11 avril 1165 met fin à ce projet. Empoisonné par des transfuges payés par son neveu, il est inhumé à Székesfehérvár.

## Sources
- Gyula Kristo Histoire de la Hongrie Médiévale Tome I, le Temps des Arpads, Presses Universitaires de Rennes (2000)  (ISBN 2-86847-533-7).